# Jeannette Lee (productrice)
Jeanette Lee est une productrice anglaise connue pour sa relation avec le chanteur de punk, Johnny Rotten et pour être la codirigeante du label Rough Trade.

## Liens
- « Video interview of Travis and Lee at the Accelerator Festival in Sweden »(Archive.org • Wikiwix • Archive.is • Google • Que faire ?)